# 路上站
路上站（：／ Rosang yŏk */?）是朝鮮民主主義人民共和國南浦特别市温泉郡贵城劳动者区的一個鐵路車站，属于平南线。

## 历史
- 1938年7月8日：开始使用[1]。

## 邻近车站
平南线
花岛站 - 路上站 - 贵城站